# 18086 Емілікрафт
18086 Емілікрафт (18086 Emilykraft) — астероїд головного поясу, відкритий 6 травня 2000 року.
Тіссеранів параметр щодо Юпітера — 3,225.